# Allen Hurns
Allen Bernard Hurns (Miami, 12 novembre 1991) è un giocatore di football americano statunitense che milita nel ruolo di wide receiver per i Miami Dolphins della National Football League (NFL). Al college ha giocato a football a Miami.

## Carriera professionistica

### Jacksonville Jaguars
Dopo non essere stato scelto nel Draft NFL 2014, Hurns firmò coi Jacksonville Jaguars. Dopo una pre-stagione positiva partì come titolare nella prima gara della stagione contro i Philadelphia Eagles, divenendo il secondo giocatore della storia a segnare due touchdown nelle prime due ricezioni in carriera. e il primo della storia a segnare due TD nel primo quarto della sua prima partita. La sua partita terminò con 4 ricezioni per 110 yard, venendo candidato al premio di rookie della settimana. Tornò a segnare nella sconfitta della settimana 3 in cui ricevette un passaggio da touchdown dal quarterback rookie Blake Bortles. Nella settimana 9 contro i Cincinnati Bengals ricevette un nuovo massimo personale di 112 yard e con 2 touchdown arrivò a quota cinque in stagione. La sua annata si chiuse guidando i Jaguars in yard ricevute (677) e touchdown su ricezione (6) giocando tutte le 16 partite, 8 delle quali come titolare.
Nella settimana 7 della stagione 2015, Hurns ricevette da Blake Bortles il touchdown della vittoria sui Buffalo Bills a 2 minuti e 16 secondi dal termine. Fu la quinta gara consecutiva in cui segnò su ricezione, un nuovo record di franchigia. La sua annata si chiuse al secondo posto della squadra sia in yard ricevute (1.031) che in TD su ricezione (10), in entrambi i casi dietro ad Allen Robinson.

### Dallas Cowboys
Il 23 marzo 2018 Hurns firmò un contratto biennale con i Dallas Cowboys del valore massimo di 12 milioni di dollari.

### Miami Dolphins
Nel 2019 Hurns firmò con i Miami Dolphins. Nella stagione 2020 decise di non scendere in campo a causa della pandemia di COVID-19.